# Can't Nobody
«Can't Nobody» es una canción de la cantante estadounidense Kelly Rowland. Escrita y producida por Rich Harrison para el álbum debut como solista de Rowland, Simply Deep (2002). La canción fue lanzada como el tercer sencillo del álbum en el primer trimestre de 2003 y, aunque ampliamente no pudo igualar el éxito de sus predecesores "Stole" y Dilemma, sin embargo "Can't Nobody" alcanzó el top 5 en el Reino Unido, y el top 20 en Australia, Dinamarca, Holanda y España. La canción es el octavo éxito internacional de Rowland. 

## Antecedentes
"Can't Nobody" fue la primera canción de productor y compositor Rich Harrison trabajó a través de su acuerdo con Sony y la primera canción con una ex Destiny's Child. En contraste con su propio estilo de producción y de las principales partes de Simply Deep - que en general ofrecieron pistas a medio tiempo y las influencias de ancho por pop y de rock music - la pista incluye un latido conducido pero amapola. 
En las letras, Rowland describe un capricho mientras trata de convencer al objeto de deseo de sus encantos y ventajas, cantando líneas tales como: "Estoy tan real, tan suave al tacto, mi amor mi beso tan dulce y glorioso ..."

## Vídeo musical
El video fue dirigido por Benny Boom y fue grabado en enero de 2003 por la noche. Rowland está esperando afuera de la discoteca Orpheum Theatre en Los Ángeles por su interés amoroso, que la está sorprendiendo con entradas para el club. El video está disponible en el Europeo maxisencillo como un elemento de vídeo mejorada.

## Formatos
| 1. "Can't Nobody" (Album Version) 2. "Can't Nobody" (Cedsolo HipHop Remix) 3. "Can't Nobody" (featuring Lil' Flip) 4. "Can't Nobody" (featuring Jakk Frost) 5. "Can't Nobody" (Silk-Mix.com 80's HipHop-Flava 12) 6. "Can't Nobody" (Video) 1. "Can't Nobody" (Radio Edit) 2. "Can't Nobody" (Silkmix House Mix Pt. 1&2 Edit) 3. "Can't Nobody" (Maurice's Nu Soul Mix Edit) 4. "Can't Nobody" (Charlie's Nu Soul Mix) 1. "Can't Nobody" (Radio Edit) 2. "Can't Nobody" (featuring Jakk Frost) 3. "Can't Nobody" (featuring Lil' Flip) 4. "Can't Nobody" (Silk-Mix.com Retro House Remix) 5. "Can't Nobody" (Silk-Mix.com 80's HipHop-Flava 12) 1. "Can't Nobody" 2. "Can't Nobody" (Cedsolo Hip Hop Remix) 3. "Stole" (La Nu Soul Mix) 4. "Can't Nobody" (Video) 1. "Can't Nobody" (Album Version) 2. "Can't Nobody" (Silxmix.com House Mix Pt 1&2 Edit) 3. "Can't Nobody" (Maurice's Nu Soul Mix Edit) 4. "Can't Nobody" (Charlie's Nu Soul Mix) 1. "Can't Nobody" (Radio Edit) 2. "Can't Nobody" (Instrumental) 3. "Can't Nobody" (A capela) | Side A 1. "Can't Nobody" (Album Version) 2. "Can't Nobody" (Instrumental) 3. "Cant' Nobody" (A cappella) 4. "Can't Nobody" (Maurice's Nu Soul Mix) Side B 1. "Can't Nobody" (Charlie's Nu Soul Mix) 2. "Can't Nobody" (Charlie's Nu Soul Mix Instrumental) 3. "Can't Nobody" (Azza's Nu Soul Mix) Side A 1. "Can't Nobody" (Album Version) 2. "Can't Nobody" (Instrumental) 3. "Cant' Nobody" (A cappella) Side B 1. "Can't Nobody" (Album Version) 2. "Can't Nobody" (Instrumental) 3. "Cant' Nobody" (A cappella) Side A 1. "Can't Nobody" (Silk-Mix.com 80's HipHop-Flava 12) 2. "Can't Nobody" (Silk-Mix.com 80's HipHop-Flava 12 Instrumental) 3. "Can't Nobody" (Album Instrumental) Side B 1. "Can't Nobody" (featuring Lil' Flip) 2. "Can't Nobody" (featuring Jakk Frost) 3. "Can't Nobody" (featuring Jakk Frost A cappella) Side A 1. "Can't Nobody" (SilkMix.com House Mix Pt. 1 & 2) Side B 1. "Can't Nobody" (SilkMix.com Retro-House Remix) 2. "Can't Nobody" (SilkMix.com Retro-House Instrumental) Side A 1. "Can't Nobody" (Album Version) 2. "Can't Nobody" (Cedsolo Hip Hop Remix) 3. "Can't Nobody" (Cedsolo Hip Hop Remix Instrumental) Side B 1. "Can't Nobody" (featuring Jakk Frost) 2. "Can't Nobody" (featuring Lil' Flip) 3. "Can't Nobody" (Album Instrumental) UK 12" sencillo |

## Posicionamiento en listas
| Listas (2003)                          | Posición |
| -------------------------------------- | -------- |
| Alemania (Offizielle Deutsche Charts)  | 66       |
| Australia (ARIA)                       | 13       |
| Bélgica (Flandes) (Ultratop 50)        | 46       |
| Bélgica (Valonia) (Ultratop 50)        | 40       |
| Dinamarca (Tracklisten)                | 18       |
| Escocia (Scottish Singles Sales Chart) | 9        |
| Estados Unidos (Billboard Hot 100)     | 97       |
| Estados Unidos (Mainstream Top 40)     | 40       |
| Estados Unidos (Hot R&B/Hip-Hop Songs) | 72       |
| Irlanda (IRMA)                         | 15       |
| Nueva Zelanda (Recorded Music NZ)      | 38       |
| Países Bajos (Mega Single Top 100)     | 24       |
| Reino Unido (UK Singles Chart)         | 5        |
| Reino Unido (UK R&B Chart)             | 3        |
| Suiza (Schweizer Hitparade)            | 37       |

| País      | Certificationes |
| --------- | --------------- |
| Australia | Oro             |

## Créditos
| - Voz: Kelly Rowland - Escritor y Productor: Rich Harrison - Recording: Paul Falcone - Asistente: Dan Milazzo | - All instruments: R. Harrison - Mixing: Tony Maserati - Mixing assistance: Dan Milazzo, Matt Snedeckor - Project coordinator: Liz Graner |